# Dominique de Villepin
Dominique Marie François René Galouzeau de Villepin, född 14 november 1953 i Rabat i Marocko, är en fransk diplomat, poet och politiker (konservativ). Han var Frankrikes utrikesminister 2002–2004, inrikesminister 2004–2005 och premiärminister 2005–2007.

## Biografi

### Uppväxt
Dominique de Villepin är son till diplomaten och senatorn Xavier de Villepin och hans hustru Yvonne Hétier. Släkten Villepin hette ursprungligen endast Galouzeau. Tillägget kommer från slutet av 1700-talet, från en anmor vars flicknamn var de Villepin.
Efter magisterexamen vid École nationale d'administration (ENA), Institut d'études politiques de Paris och Université Panthéon-Assas i litteratur och juridik gjorde Dominique de Villepin en kortvarig diplomatisk karriär. Han var välkänd som poet och författare och den litterära talangen kombinerades med ett gott intellekt, varför han snart vann anseende. På 1980-talet presenterades han för Jacques Chirac och blev dennes utrikespolitiska rådgivare. de Villepin blev 1993 utnämnd till statssekreterare under utrikesminister Alain Juppé, i Édouard Balladurs regering. Dominique de Villepin spelade en avgörande roll i Chiracs framgångsrika presidentkampanj 1995 och belönades med att utses till generalsekreterare vid Palais de l'Élysée.

### Utrikes- och premiärminister
2002 utnämndes de Villepin till utrikesminister och två år senare blev han istället inrikesminister. Dominique de Villepin har ansetts vara den Chirac helst ser som sin efterföljare.
För omvärlden blev Dominique de Villepin känd för den poetiska retorik med vilken han som utrikesminister kritiserade den amerikanska viljan att inleda Irakkriget.
Två dagar efter den franska folkomröstningen om Europeiska konstitutionen 29 maj 2005, avgick Jean-Pierre Raffarin som premiärminister, och Dominique de Villepin utnämndes till hans efterträdare.
Under premiärministertiden minskade Villepins popularitet successivt. Under oktober 2005 startade ett uppror i många franska förorter i protest mot de dåliga villkoren för landets invandrare, och den franska regeringen kritiserades dels för detta, och dels för att man inte agerade tillräckligt kraftigt mot upproren då bland annat 5000 fordon eldades upp. Nästa bakslag för Villepins regering kom under våren 2006 när den föreslog en kritiserad lag för anställda under 26 år (CPE). Miljontals studenter, fackföreningsaktivister och sympatisörer startade en storstrejk mot förslaget, vilket de menade skulle undergräva de ungas anställningstrygghet. Till sist tog president Chirac till sin vetorätt och drog tillbaka förslaget. I april 2006 avslöjades också att Villepin varit inblandad i den så kallade Clearstream 2-affären. Dessa händelser anses ha minskat Villepins möjligheter att bli utsedd till kandidat för de konservativa i det franska presidentvalet 2007. Istället blev Villepins främste konkurrent, inrikesminister Nicolas Sarkozy – med vilken Villepin har haft ett flertal dispyter – huvudkandidat för de konservativa. Sarkozy vann presidentvalet den 6 maj 2007. Villepin avgick som premiärminister i samband med Sarkozys tillträde som president, och efterträddes av François Fillon.
19 juni 2010 offentliggjorde de Villepin bildandet av ett nytt parti, Solidarisk republik.